# Первоцвет Виаля
Первоцвет Виаля или Примула Виаля (лат. Primula vialii), известная под тривиальным названием Примула орхидная — вид цветкового растения семейства Первоцветные (Primulaceae), происходящих из влажных лугов или на участках возле водоёмов в высокогорных долинах Юго-Западной провинции Сычуань и северной Юньнани в южном Китае.

## Название
Латинский видовой эпитет vialii дан в честь Поля Виаля (1855–1917), французского миссионера в Китае.

## Описание
Травянистый многолетник высотой до 40 см с прямостоячими цветоносами высотой 10–15 см, растущими из прикорневых розеток листьев. Длина соцветия 5–8 см. Цветки первоначально выглядят как узкие зелёные шипы, которые становятся красными, а затем раскрываются розовыми от основания вверх, что придает колосовидному соцветию поразительный двухцветный вид.
Цветение длится 3–4 недели, оно тем продолжительнее, чем прохладнее погода.

## Таксономия
Вид относится к секции Muscarioides подрода Aleuritia.
Primula vialii Delavay ex Franch., первое описание в Bull. Annuel Soc. Philom. Paris, sér. 8, 3: 148 (1891).

#### Синонимы
Гомотипные (основанные на одном и том же номенклатурном типе):
- Aleuritia vialii (Delavay ex Franch.) Soják (1979 publ. 1980)

Гетеротипные (основанные на разных номенклатурных типах):
- Primula littoniana Forrest (1908)
- Primula littoniana var. robusta Forrest (1923)

## Выращивание
Это растение культивируется как декоративное для сада и получило награду Королевского садоводческого общества «за заслуги перед садом».
Существует сорт с белыми цветками ‘Alison Holland’, который был обнаружен 85-летним садовником-любителем Джоном Холландом в его диком горном саду на севере Англии.

Для выращивания подходит полутень с увлаженной почвой. Даже в хороших условиях живет недолго, 2–3 года. Зато хорошо размножается семенами.

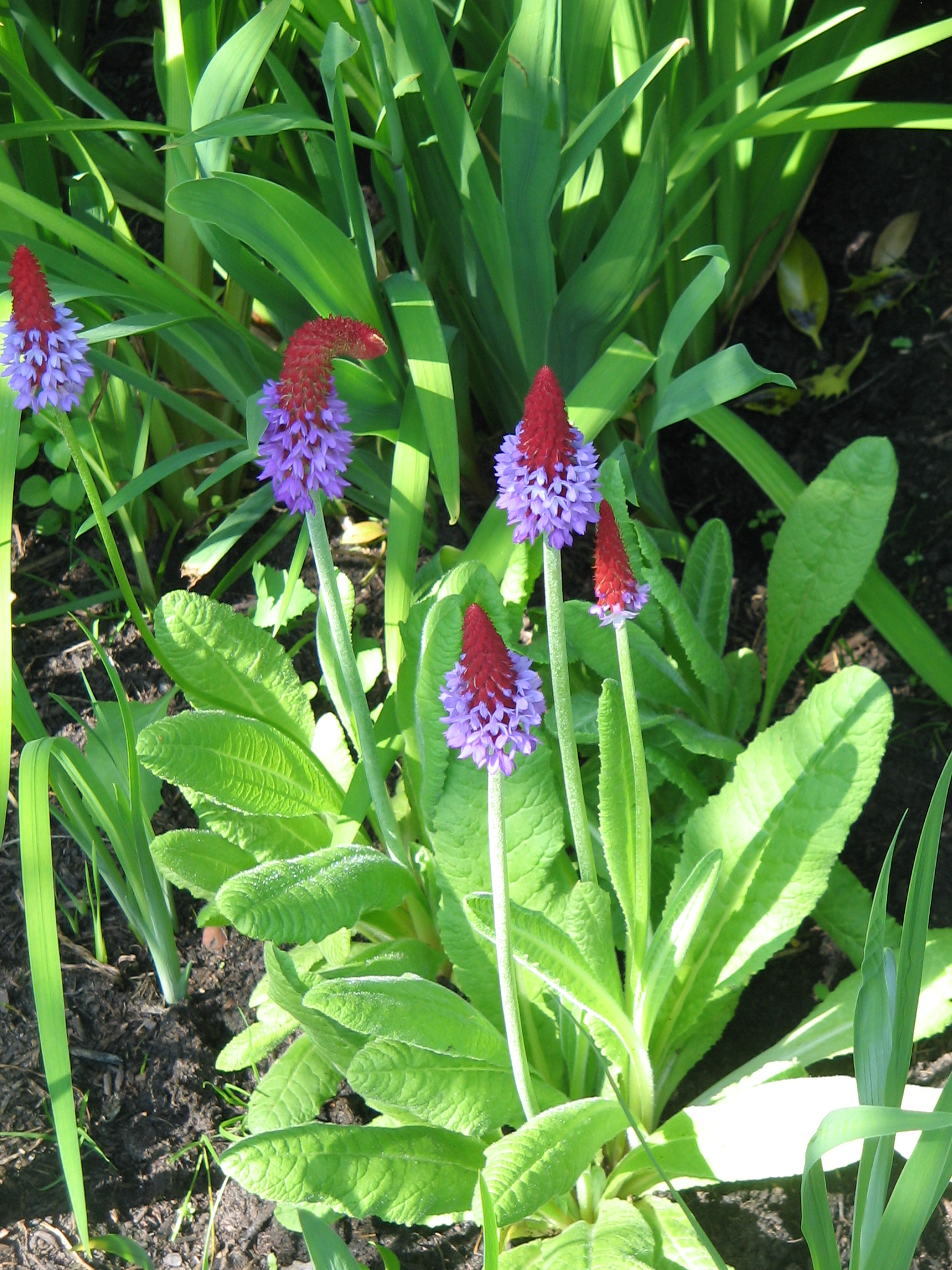
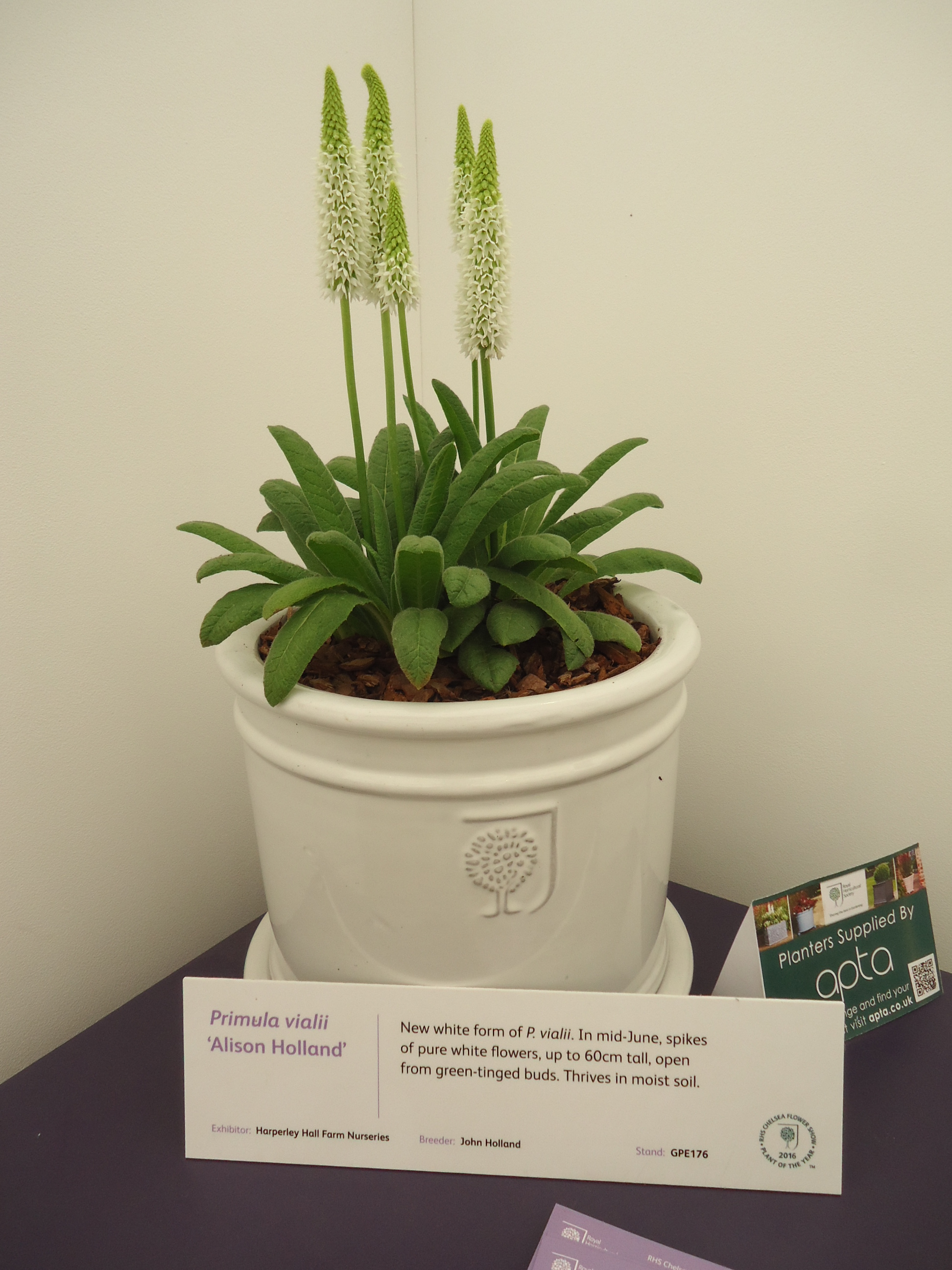
‘Alison Holland’